# بيت شباطة (جبلة)

تعديل مصدري - تعديل

بيت شباطة محلة تابعة لقرية الظهارة، التابعة لعزلة الشراعي بمديرية جبلة إحدى مديريات محافظة إب في الجمهورية اليمنية، بلغ تعداد سكانها 34 حسب تعداد اليمن لعام 2004.